# Segunda División de Noruega
La Segunda División de Noruega (oficialmente y en noruego: 2. divisjon) también conocida como PostNord-ligaen por motivos de patrocinio desde 2017, es el tercer nivel del fútbol en Noruega. Los equipos que descienden de la 1. divisjon, y los que ascendieron de la 3. divisjon, participan de esta liga.

## Sistema de competición
Los 28 equipos participantes se dividen en dos grupos de catorce equipos cada uno. Se enfrentan entre ellos a una vuelta (13 jornadas).
 Los 7 primeros de cada grupo juegan una liguilla a una vuelta (6 jornadas) y el campeón de cada grupo con mejor puntuación asciende. El otro campeón se enfrenta en una eliminatoria al mejor segundo de las dos liguillas, ascendiendo el ganador. Debido a la suspensión del campeonato ante la pandemia de COVID-19, solo ascendió el Fredrikstad FK y no se produjeron descensos a la tercera división.

## Equipos de la temporada 2023
Grupo 1
| Club              | Ciudad    | Estadio                    | Capacidad |
| ----------------- | --------- | -------------------------- | --------- |
| Ålesund FK 2      | Ålesund   | Color Line Stadion         | 10 778    |
| Arendal Fotball   | Arendal   | Bjønnes Stadion Kunstgress | 1 000     |
| Brattvåg IL       | Brattvåg  | Brattvåg Stadion           | 1 000     |
| Egersund IK       | Egersund  | Egersund Idrettsparken     | 1 924     |
| Flekkeroy IL      | Flekkeroy | Flekkerøy Stadion          | 1 500     |
| IF Fram Larvik    | Larvik    | Framparken                 | 5 000     |
| Grorud IL         | Oslo      | Grorud Matchbane           | 3 000     |
| Kjelsås Fotball   | Oslo      | Grefsen Stadion            | 1 549     |
| FC Lyn Oslo       | Oslo      | Bislett Stadion            | 15 400    |
| Notodden FK       | Notodden  | Idrettsparken              | 5 330     |
| SK Træff          | Molde     | Reknesbanen                | 1 500     |
| Vålerenga II      | Oslo      | Vallhall Arena             | 5 500     |
| SK Vard Haugesund | Haugesund | Haugesund Stadion          | 5 459     |
| FK Ørn-Horten     | Horten    | Lystlunden                 | 7 300     |

Grupo 2
| Club               | Ciudad          | Estadio                | Capacidad |
| ------------------ | --------------- | ---------------------- | --------- |
| Alta IF            | Alta            | Finnmarkshallen        | 1 500     |
| Bærum SK           | Bærum           | Sandvika Stadion       | 2 000     |
| SK Brann 2         | Bergen          | Varden Amfi            | 3 500     |
| Gjøvik-Lyn         | Gjøvik          | Gjøvik Stadion         | 3 000     |
| IK Junkeren        | Bodø            | Nordland Hall          | 5 500     |
| Kvik Halden FK     | Halden          | Halden Stadion         | 5 000     |
| Levanger FK        | Levanger        | Moan Gress             | 2 000     |
| Sotra SK           | Fjell           | Straume stadion        | 1 300     |
| IL Stjørdals-Blink | Stjørdalshalsen | MUS Stadion Sandskogan | 1 027     |
| Strømmen IF        | Strømmen        | Strømmen Stadion       | 1 850     |
| Strømsgodset IF II | Drammen         | Marienlyst Stadion     | 8 935     |
| Tromsdalen UIL     | Tromsdalen      | TUIL Arena             | 3 000     |
| Ullensaker/Kisa IL | Jessheim        | Jessheim Stadion       | 4 500     |
| Ullern IF          | Oslo            | CC Vest Arena          | 1 500     |